# Neope simulans
Neope simulans är en fjärilsart som beskrevs av John Henry Leech 1891. Neope simulans ingår i släktet Neope och familjen praktfjärilar. Inga underarter finns listade i Catalogue of Life.